# The Sound of Sunshine (singolo Michael Franti & Spearhead)
The Sound of Sunshine è un singolo di Michael Franti & Spearhead pubblicato nel 2011 da Capitol in formato CD, estratto dall'album The Sound of Sunshine del 2010.

## Il disco
Il brano è stato scritto da Franti, Jason Bowman e Carl Young e prodotto da Franti insieme a Sly & Robbie. È stato pubblicato come secondo singolo estratto dall'album il 1º giugno 2010, ed è stato reso disponibile in versione digitale l'8 giugno.
In Italia il singolo è stato pubblicato il 24 giugno 2011 con il featuring di Jovanotti e con parte del testo riscritta in lingua italiana dallo stesso Jovanotti. In Spagna invece il singolo vede la collaborazione del cantante Dani Macaco, anche autore della parte del testo interpretata in lingua spagnola.

## Il video
Il video musicale di The Sound of Sunshine è stato diretto da Frank Borin e lo stesso Michael Franti. Il video è stato girato a Venice in California a fine agosto 2010 e reso disponibile il 21 settembre.
Durante un'intervista concessa al sito web spinner.com, Franti ha dichiarato: "Abbiamo girato a Venice Beach in California perché persone dai percorsi di vita differenti arrivano lì per divertirsi molto; per lasciarsi andare e fare entrare il sole dentro sé. In questi giorni c'è così tanto di cui preoccuparsi. L'economia, il cambiamento climatico o la guerra sono sufficienti a far diventare brutta una giornata. The Sound of Sunshine è una canzone sull'abilità del sole a far sembrare migliore ogni giornata."
Del video è stata girata anche una nuova edizione per la versione del brano con la partecipazione di Jovanotti. Questo nuovo video, prodotto da Paolo Soravi e reso disponibile il 28 giugno 2011, è stato diretto dalla coppia di registi Giovanni Consonni e Marco Bellone e girato in Italia, in una cascina della campagna lombarda nei dintorni di Pavia.

## Tracce
Promo - CD-Single Capitol 9187992 (EMI) / EAN 5099991879929
1. The Sound Of Sunshine (Album Version) - 3:45
2. The Sound Of Sunshine (Instrumental Version) - 3:43

## Classifiche
| Classifica(2010/2011)      | Posizione massima |
| -------------------------- | ----------------- |
| Germania                   | 23                |
| Italia                     | 3                 |
| Stati Uniti (Rock Songs)   | 33                |
| Stati Uniti (Adult Top 40) | 21                |
| Svizzera                   | 62                |

### Andamento nella classifica italiana
| Posizione | 23 | 9 | 6 | 6 | 4 | 3 | 3 | 3 | 4 | 6 | 5 |